# Peña Blanca (Ngäbe-Buglé)
Kikintani o Peña Blanca es un corregimiento del distrito de Müna en la comarca Ngäbe-Buglé, República de Panamá. La localidad tiene 3.358 habitantes (2010).

## Demografía
En 2010 Kikintani contaba con una población de 3 358 habitantes según datos del Instituto Nacional de Estadística y una extensión de 143,9 km² lo que equivale a una densidad de población de 23,34 habitantes por km².

### Razas y etnias
- 99,11 % Chibchas (Americanos)[5]
- 0,5 % Campesinos
- 0,39 % Afropanameños[5]

La población es mayoritariamente ngäbe, pero también podemos encontrar descendientes de buglés.